# Markthalle Calmont (Aveyron)

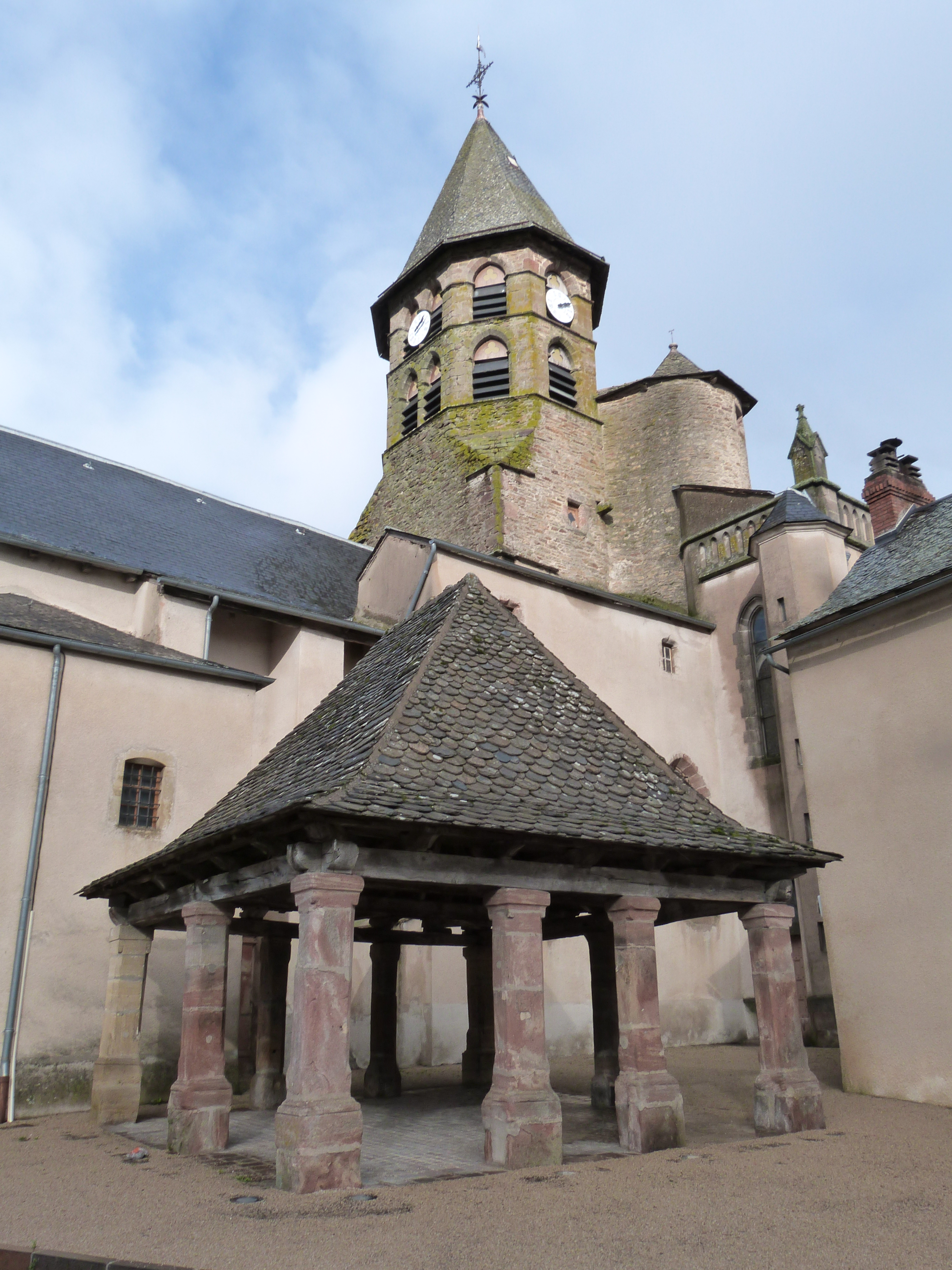
Markthalle in Calmont, im Hintergrund die Basilika Notre-Dame-de-Seignac

Die Markthalle in Calmont, einer französischen Gemeinde im Département Aveyron in der Region Okzitanien, wurde im 16. Jahrhundert errichtet. Die Markthalle an der Avenue de la Basilique steht seit 1937 als Monument historique auf der Liste der Baudenkmäler in Frankreich.
Das rechteckige Gebäude besteht aus zehn steinernen Pfeilern, die das Pyramidendach tragen.